# Капустін Микола Гіршович
Микола Гіршович Капустін (нар. 22 листопада 1937, Горлівка, Донецька область — 2 липня 2020) — український і російський композитор, піаніст. Здобув репутацію джазового піаніста в 1950—1960 роках. Досяг міжнародного визнання.

## Біографія
Микола Капустін здобув репутацію джазового піаніста, аранжувальника і композитора в 1950—1960-х. Починаючи свою кар'єру класичного композитора, він також пробував себе у джазових творах, цитуючи Оскара Пітерсона, під впливом творчості якого знаходився.
У віці 7 років почав займатися на фортепіано у професора Авреліана Григоровича Руббаха (1895—1975), учня Фелікса Блуменфельда, який також навчав Симона Барера і Володимира Горовиця. Це був перший серйозний педагог для Капустіна, у якого Микола Гіршович посилено займався протягом 11 років. При навчанні Капустін повністю пройшов шлях становлення піаніста класичного типу, виконуючи твори Баха, Клементі, Скарлятті, Ліста, Бетховена…; здаючи на технічних заліках різноманітні гами, арпеджіо та ін.
У 18-річному віці поступає до Московської консерваторії на фортепіано у клас Гольденвейзера Олександра Борисовича. Капустін згадував, що знайомство з такою визначною, легендарною персоною вплинуло на нього і на його становлення як піаніста. Варто відзначити, що Гольденвейзеру на той час було 82 роки, і він не зміг дати якісну технічну підготовку своєму студенту. Під час роботи педагог багато згадував минулі часи і розказував про композиторів цікаві факти, ділився своїми враженнями. Гольденвейзер дивувався музикальності Миколи Гіршовича, його піаністичним здібностям, глибоко поважав і любив свого студента.
Капустін деякий час мріяв стати піаністом-віртуозом і виконувати класику, але не на великих сценах, а в більш камерному оточенні чи записуватись в студіях. Але приблизно в 20 років піаніст захопився джазом.
У 1957 році Оркестр Центрального будинку працівників мистецтв і Капустін виступають на VI Міжнародному Фестивалю Молоді та Студентів, що проходив у Москві. Тоді на фестивалі було 34 тисячі учасників, які представляли 131 країну. Фестиваль був наймасштабнішим за всю його історію. І саме тут, на світовій арені, Капустін дебютував зі своїм твором, а саме з Концертіно для фортепіано з оркестром (яке написав у тому ж році). Саме тоді композитор знайшов своє покликання в органічному поєднанні класичної структури із записаними джазовими імпровізаціями, гармоніями, ритмами, акордами, синкопами та ін.
Окрім навчання в консерваторії, Капустін разом з невеликим джазовим бендом виступав у престижних ресторанах для іноземців. Один з таких салонних концертів записали і згодом по радіо «Voice of America» почали ретранслювати його.
У 1961 році Микола Гіршович закінчує Московську консерваторію.
Роки 1961—1972 визначаються співпрацею із оркестром Олега Лундстрема. Капустін за час роботи з оркестром проявив себе як віртуозний піаніст з феноменальною технікою і талановитий композитор, написавши цілий низку нових творів.
1972–1977 — піаніст оркестру «Голубой экран». Також виступав у складі Державного симфонічного оркестру кінематографії СРСР.
Кінець 70-х років — перехід Капустіна від виконавської до композиторської плідної та різноманітної діяльності. Пише багато творів різних жанрів для оркестру та фортепіано соло.
Твори композитора публікувались за допомогою Стівена Осборна і Миколи Петрова. Фортепіанні композиції Капустіна брали до свого репертуару і записували Марк-Андре Амлен, Микола Петров та інші. Звідси захоплення музикою Капустіна за кордоном. Сам композитор не раз записувався з неперевершеними виконаннями власних творів.
До семидесятиріччя композитора 11 грудня 2007 року в Москві, де живе композитор, відбувся концерт, присвячений його творчості, на якому був присутній автор. 8 березня 2009 у Камерному залі Московської консерваторії відбувся концерт з його творів, де також був присутній автор, який відповів на численні запитання шанувальників його творчості.

## Композитор
Микола Капустін професійно навчався лише за класом фортепіано, але композиторської освіти не здобув. Усі написані ним твори є результатом його досвіду в класичному і джазовому піанізмі, самостійного і систематичного опрацювання композиційної логіки.
Вперше досвід у композиції Миколи Гіршовича проявляється у 13-річному віці. Він пише фортепіанну сонату, що була створена, за словами композитора, у класичному ключі. Але публікації цей твір не мав, і соната вважається втраченою.
1957 року пише Концертіно для фортепіано з оркестром «Op. 1», перший «опусний» твір.
Поєднує традиції класичного віртуозного піанізму та імпровізаційного джазу, де поєднуються джазові імпровізи зі структурною моделлю барочних сюїт. Як приклад - його Сюїта в старовинному стилі, Op. 28, написана 1977 року.
1984 року написано перший масштабний твір для фортепіано — фортепіанна соната. Вперше Капустін звертається до структури сонати.
Того ж року написані Варіації, Op. 41, для фортепіано соло. У цьому творі Капустін зберігає структуру класичної варіації (тобто, починається з проведення теми, далі — різнофактурні варіації, передостання варіація — мінорна, віртуозний фінал). У варіаціях знаходимо важливі риси індивідуального стилю композитора: «оркестрова» фактура (басовий голос — бас-гітара, контрабас, барабани; альтовий/теноровий голос — духові інструменти; сопрано — соло фортепіано) та її широкий діапазон застосування, гармонічне забарвлення, що досягається сумарним застосуванням септакордів та їх найрізноманітніших видів, обернень та співставлень (D9, D13, III9 і т. д.); виразна і особлива мелодія, яка іноді стає гармонією, іноді блискучою імпровізацією; віртуозна техніка (варіації усіяні різноманітними акордами, швидкими пасажами в окремих руках та в унісон, скоків на різні інтервали/акорди, метричними і ритмічними синкопами). Композитор не поділяє варіації на частини. Але умовно поділивши їх (на 9 варіацій), в другій «варіації» знайдемо типовий для Капустіна прийом — перехрещення рук, що застосовується виключно для враження публіки.
1988 року Капустін створює фортепіанний цикл під назвою «24 прелюдії у джазовому стилі», Op. 53. Це своєрідне звертання до минулого, а саме до структурної форми циклу прелюдій Шопена. Прелюдії розташовані по принципу кварто-квінтового ходу, з чергуванням мажору та мінору (C Dur, a moll, G Dur, e moll …). Більша частина прелюдій написана у формі АВА.
1989 року з-під пера композитора з'являється один з найскладніших творів — Друга фортепіанна соната. Має 4 частини. Найбільш тривала серед 20 сонат.
1991 року написав 10 багателей, Op. 59.
1997 року Капустін спробував свої сили у поліфонічному аспекті, написавши 24 прелюдії і фуги, Op. 82.
У творчому доробку композитора знаходимо такі жанри як фортепіанні сонати (20) та сонати для камерного складу інструментів (для скрипки / віолончелі / контрабаса (!) і фортепіано), фортепіанні концерти та концерти для різних інструментів, численні мініатюри для фортепіано і інших інструментів, твори для камерних оркестрів, фортепіанні цикли, фортепіанні джазові етюди… У широких вокальних та симфонічних жанрах твори не писав. Загалом випущено 161 опус його творів, серед яких останній вийшов у 2016 році під назвою «The Moon Rainbow».
Детальний перелік творів Миколи Капустіна приведено в окремій статті англомовного розділу Вікіпедії.